# John Bundrick

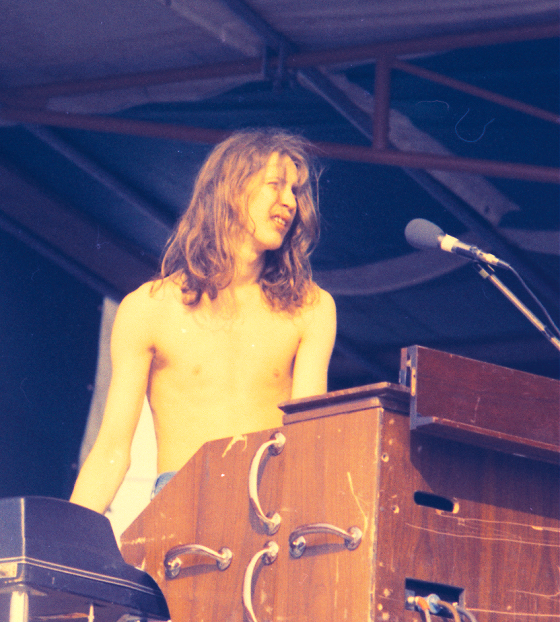
Rabbit, Hyde Park, London, 1974

John Bundrick, detto The Rabbit (Houston, 21 novembre 1948), è un tastierista e pianista statunitense, famoso per le sue innumerevoli collaborazioni che vanno dai The Who a Bob Marley, da Roger Waters fino ai Free ed ai Crawler e molti altri. Ha partecipato alla registrazione della colonna sonora del film The Rocky Horror Picture Show.

## Discografia selettiva
- 1971 Kossoff, Kirke, Tetsu and Rabbit
- 1972 Free - Heartbreaker
- 1972 Johnny Nash - I Can See Clearly Now
- 1975 The Rocky Horror Picture Show
- 1977 Townshend & Lane - Rough Mix
- 1981 The Who - Face Dances
- 1988 Dream Jungle
- 1991 Jethro Tull - Catfish Rising
- 2006 The Who - Endless Wire
- 2015 Elton Novara - Lei Ha Perso il Contatto Con la Realtà

## Discografia solista
- Boroken arrows, 1973
- Dream Jungle, 1988
- Run For Cover, 1995
- Moccasin Warrior, 1996